# Hamza al-Isfahani
Hamza ibn al-Hasan [ibn] al-Mu'addib al-Isfahani, en árabe: حمزه الاصفهانی ) (circa 893-después de 961) fue un filólogo e historiador persa. 
También fue un nacionalista persa con fuertes prejuicios contra los árabes, pasó la mayor parte de su vida en su ciudad natal, Isfahán, y visitó Bagdad tres veces durante su vida. Tuvo contacto con muchos eruditos e historiadores importantes, entre ellos Al-Tabari e Ibn Durayd. Escribió una «historia de Isfahan», una famosa cronología de dinastías preislámicas e islámicas conocida como Ta'rīkh sinī mulūk al-arḍ wa 'l-anbiyā' ( تاریخ سنی ملوک الارض و الانبیا) y algunos otros trabajos sobre lexicografía y poesía.